# Złoty Most (Wietnam)
Złoty most (wiet. Cầu Vàng) – łukowata kładka piesza zlokalizowana na wzgórzu Bà Nà w centralnym Wietnamie, na zachód od miasta Đà Nẵng (Region Wybrzeża Południowo-Środkowego).

## Charakterystyka
Obiekt położony na wysokości około 1400 m n.p.m., ma długość 150 metrów i szerokość 5 metrów. Został uznany za jedno z „Najwspanialszych miejsc na świecie” magazynu Time w 2018. Projekt kładki zleciła Sun Group (jeden z największych deweloperów w Wietnamie, operujący m.in. w najbardziej znanych kurortach, właściciel licznych obiektów w Đà Nẵng). Projekt został stworzony przez TA Landscape Architecture z siedzibą w Ho Chi Minh pod kierownictwem Vũ Việt Anha. Budowa rozpoczęła się w lipcu 2017 i została ukończona w kwietniu 2018, a udostępnienie turystom miało miejsce w czerwcu 2018.
Kładka zapewnia widok na miasto Đà Nẵng (popularny od połowy lat 50. XX wieku kurort). Budowa Cầu Vàng miała wypełnić lukę na trasie między istniejącą stacją kolei linowej, która obsługuje lokalny ośrodek turystyczny, a ogrodem Thiên Thai. Most miał też przyciągać również sam w sobie, tworząc rozpoznawalną na całym świecie wizualną wizytówkę miasta Đà Nẵng i pasma górskiego Trường Sơn.
Wyzwaniem dla projektantów było umieszczenie konstrukcji w terenie bez powodowania uszkodzeń w cennych przyrodniczo skałach poniżej. Jego forma była inspirowana mitologią wietnamską. Został zaprojektowany tak, aby wyglądał jak złota wstążka na nieboskłonie, ścieżka między niebem a ziemią. Pierwszy projekt zakładał budowę wysokiego mostu dla pieszych łączącego dwa końce klifu, jednak ograniczenia techniczne sprawiły, że wybrano bardziej płynną i krętą konstrukcję w kształcie łuku. Projekt objął osiem przęseł na długości 150 metrów, przy czym najdłuższe z nich ma 21,2 metra. Kładka prowadzi wzdłuż muru skalnego. Najbardziej rozpoznawalnym elementem obiektu są dwie dużych rozmiarów rzeźby dłoni wystające ze zbocza góry. Są zaprojektowane w ten sposób, by wyglądały jak zwietrzałe i omszałe ruiny. W rzeczywistości są skonstruowane z włókna szklanego na drucianej siatce. Wbrew wrażeniu robionemu na widzu nie mają one charakteru nośnego. Nazwę kładki zainspirowały poręcze wykonane ze stali nierdzewnej o złotym połysku.

## Galeria

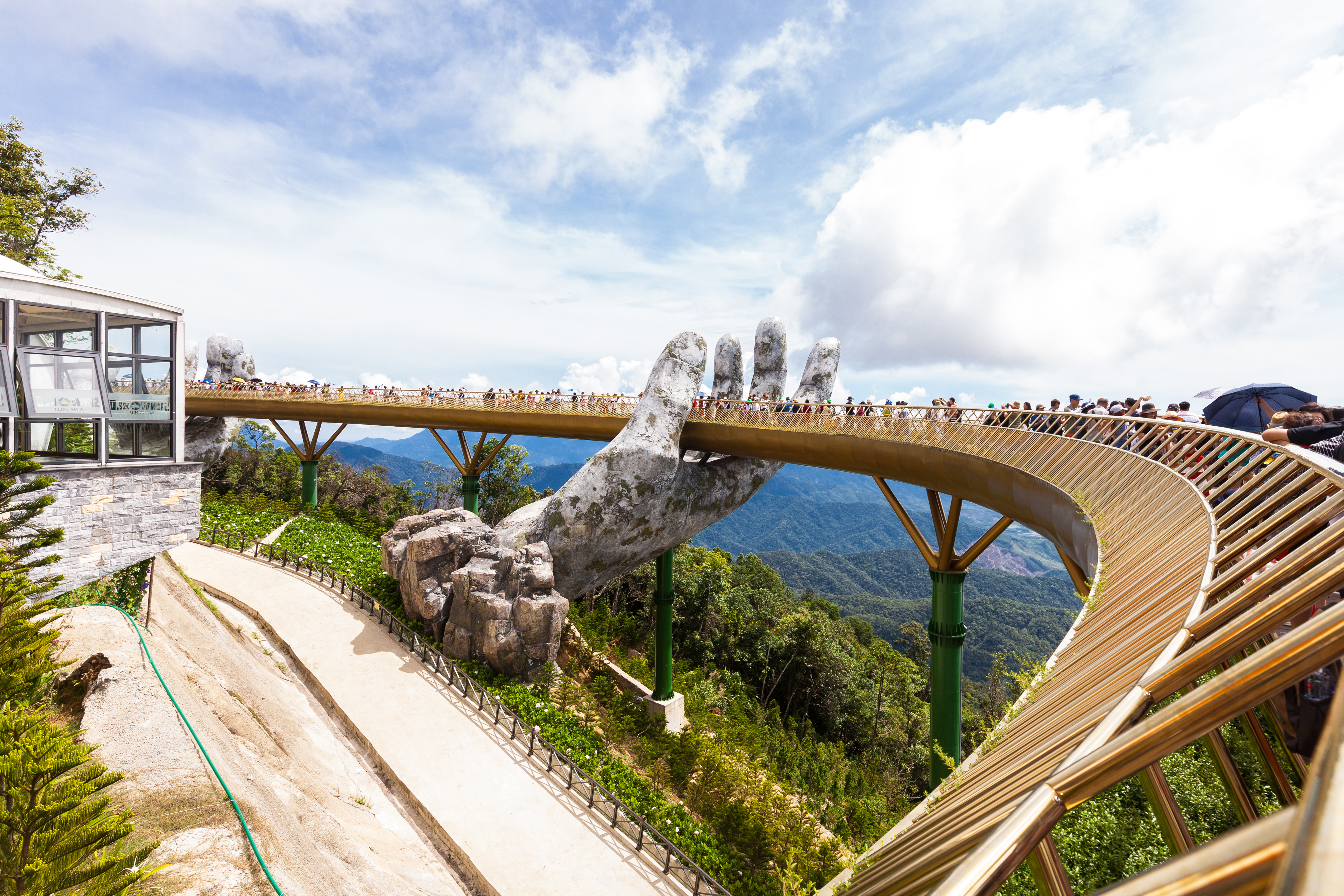
Widok ogólny z góry
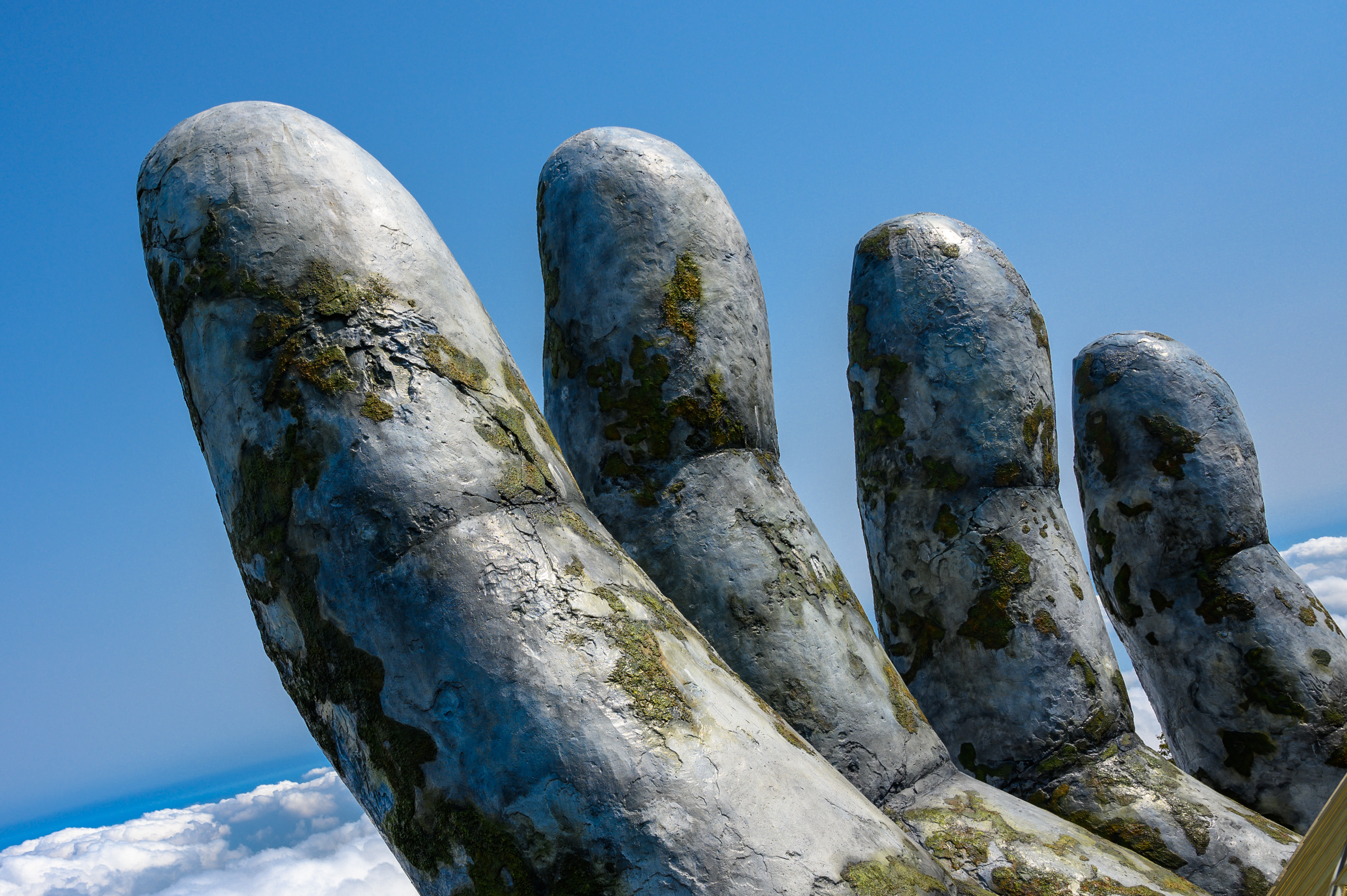
Fragment dłoni